# Genomma Lab Internacional
Genomma Lab Internacional o Genomma Lab es una empresa mexicana, fundada en 1996, dedicada a la comercialización de medicamentos OTC y productos dermocosméticos. Es parte del Índice de Precios y Cotizaciones, el principal índice bursátil de la Bolsa de Valores de México. Es una de las principales compañías farmacéuticas del país.
Genomma Lab Internacional, al mando de su propietario Rodrigo Alonso Herrera Aspra, registró ventas netas de 9,799.7 millones de pesos mexicanos, equivalente a 756.0 millones de dólares en 2012, logrando un crecimiento de 21.6%, comparado con 2011. Actualmente, Genomma Lab tiene presencia en 15 países fuera de México y ha logrado tener éxito en éstos replicando su modelo de negocio.

## Historia
Cronología.
- 1996: Se constituye como una empresa de mercadotecnia directa al consumidor con capacidad de producción interna de Infomerciales.
- 1999: Reestructura sus operaciones cambiando el modelo de negocio hacia una plataforma vertical para el desarrollo de productos enfocados al cuidado personal y medicamentos de libre venta (OTC), establece una red de distribuidores y mayoristas con finalidad de colocar sus productos en puntos de venta estratégicos. Cambia su estrategia de publicidad a través de infomerciales por publicidad a través de spots televisivos de 10 a 30 segundos.
- 2003: Comienza a fortalecer su crecimiento orgánico a través del desarrollo de nuevas marcas y productos. En este año comenzó a vender sus productos a mayoristas farmacéuticos.
- 2004: Nexxus Capital, un administrador de fondos de inversión privado mexicano, adquiere el 30% del capital de Genomma Lab Internacional. Con la entrada de Nexxus Capital, Genomma Lab inicia un proceso de institucionalización.
- 2005: Inicia expansión internacional, con las primeras ventas en Perú.
- 2006: Se expande el equipo directivo, fortaleciendo sus operaciones en México.
- 2007: Expande el portafolio de productos a través del desarrollo de nuevos productos y extensiones de línea.
- 2008: El 18 de junio de 2008 Genomma Lab Internacional anuncia su Oferta Pública Inicial (OPI) en la Bolsa Mexicana de Valores.[4] En diciembre de este año, se iniciaron las operaciones en Colombia.
- 2009: Adquiere Medicinas y Medicamentos Nacionales, así como las marcas Jockey Club, Flor de Naranja Sanborns, Teatrical y Henna Egipcia. Realiza el lanzamiento de la línea de medicamentos genéricos Primer Nivel.
- 2010: Adquisición de las marcas Nasalub, Micotex, Ossart, English Leather, Galaflex, Affair y Santé. Inicia operaciones en Brasil y Estados Unidos, como parte de su estrategia de expansión internacional, para alcanzar presencia en 14 países fuera de México.[5]
- 2011: Adquisición de las marcas Vanart, Pomada de la Campana, Wildroot, Alert y Nórdiko.[6]
- 2012: Adquisición de las marcas Fermodyl, Zan Zusi, Altiva, Amara, Larizá, Bioskin y XL-3 en México, Piecidex en Argentina y Dermaglós en Brasil.[7]
- 2013: Adquisición de las marcas Tafirol en Argentina y Losec A, Oxigricol, Mopral, Estomacurol, Xyloproct, Xyloderm, Passiflorine y Ah-Micol en México.[8] Entrada al IPC (Índice de Precios y Cotizaciones) Sustentable y al índice Morgan Stanley EM Latinoamérica y México.
- 2015: Inicia proceso de Turn-around para fortalecer el modelo de negocio.
- 2017: Obtiene créditos del IFC (Banco Mundial) y BID Invest (Banco Interamericano de Desarrollo) para financiar la planta de manufactura más moderna de América Latina.
- 2018: Emite Certificado Bursátil por 2,450 millones de pesos y se vuelve una de las empresas para el cuidado de la piel más importante alrededor del mundo.

## Países
Los países donde se comercializa actualmente las marcas de Genomma Lab Internacional son:
- Argentina
- Bolivia
- Brasil
- Chile
- Colombia
- Costa Rica
- Cuba
- Ecuador
- El Salvador
- Estados Unidos
- Guatemala
- Haití
- Honduras
- México
- Nicaragua
- Panamá
- Paraguay
- Perú
- Puerto Rico
- República Dominicana
- Uruguay
- Venezuela

## Productos
- Affair
- Alert
- Alliviax
- Alli-Triple
- Asepxia
- Bio Electro
- Cicatricure
- Coledia
- Dalay
- Dermoprada
- Diabet TX
- Fermodyl
- Genoprazol
- Goicoechea
- Groomen
- Kaopectate
- Lakesia
- Línea M
- Lomecan V
- Losec A
- Medicasp
- Metabol
- Nasalub
- Next
- Nikzon
- Novamil
- Pointts
- Pomada de la Campana
- QG5
- Shot B
- Silka Medic
- Siluet 40
- Sistema GB
- Sleepy
- Suerox
- Tafirol
- Teatrical
- Tío Nacho
- Tukol (o Tukol-D)
- Unesia
- Unigastrozol
- Ultra Bengue
- Vanart
- Wildroot
- X Ray
- XL-3
- Zaat
- Zan Zusi

## Controversia
Genomma Lab fue multada en julio de 2013 por el monto de 2.033.000 pesos mexicanos por la publicidad engañosa de uno de sus productos. Anteriormente, en enero del mismo año la PROFECO (Procuraduría Federal del Consumidor) inició un procedimiento por infracciones a la Ley Federal de Protección al Consumidor, y al no presentar pruebas que acreditaran la veracidad de las frases difundidas en la publicidad relacionada al producto, se ordenó, como medida precautoria, la suspensión de la publicidad para dicho producto.
La empresa afirmó que "cuenta con los elementos necesarios para comprobar ante la autoridad la calidad de la marca". No obstante, aún no se han presentado pruebas de la efectividad del producto con respecto a la publicidad, lo que llevó a Genomma Lab a pedir disculpas días más tarde y asegurar que "buscaremos lograr que la satisfacción de millones de usuarios de Tío Nacho pueda lograr alcanzar el 100 por ciento, porque para nosotros, aunque sea una sola persona, es suficiente para tomar grandes acciones".